# Jan Kozubek

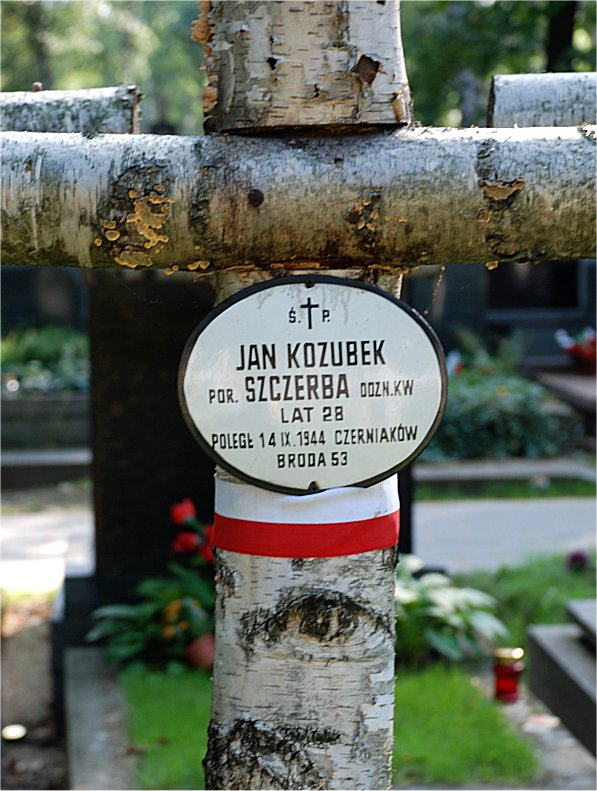
Na Powązkach Wojskowych

Jan Paweł Kozubek ps. Szczerba (ur. 29 listopada 1915 w Tarnowskich Górach, zm. 14 września 1944 w Warszawie) – porucznik, uczestnik powstania warszawskiego.

## Życiorys
Podczas okupacji hitlerowskiej działał w polskim podziemiu zbrojnym. 
W czasie powstania warszawskiego był dowódcą plutonu motorowego w kompanii „Żuk” i oficerem sztabu Brygady Dywersyjnej „Broda 53” Armii Krajowej.
Poległ 14 września 1944 w walkach powstańczych przy ul. Okrąg 2 na Czerniakowie. Miał 28 lat. Pochowany w kwaterach żołnierzy i sanitariuszek baonu „Zośka” na Wojskowych Powązkach w Warszawie (kwatera A20-5-15).
Odznaczony Krzyżem Walecznych. 